# Лёвен, Георг Иоганн фон
Георг Иоганн фон Лёвен (нем. Georg Johann von Löwen; 3 [13] мая 1630, замок Лоде — 15 [25] мая 1681, Ревель) — гауптман эстляндского рыцарства (1676—1680).

## Биография
Служил в Карельском кавалерийском полку: энсин (1642), командир, майор (1656). Подполковник в кавалерийском полку Баранова (с 11 августа 1675), в Карельском кавалерийском полку (с 29 сентября 1678).
Ландгауптман в Ингерманландии, ландрат в Эстляндии. В 1676—1680 годы — гауптман эстляндского рыцарства. Владел по наследству замком Лоде и Сейером.
Умер 15 мая 1681, похоронен в Ревеле 5 июня 1681.

### Семья
Отец — Фридрих (Фриц) фон Лёвен (1600—1669).
Мать — Агнета фон Майдель (? — 1677, Ревель; похоронена 11.2.1678 в Гольденбеке), дочь Георга (Юргена) фон Майдель (? — 22.7.1637) и Маргарет фон Врангель.
Жена — Барбара Доротея фон Ферзен (похоронена 9.2.1698 в Ревеле), дочь Германа фон Ферзен и Маргарете Анреп, сестра Германа и Отто Вильгельма фон Ферзенов.
Дети:
- Фридрих (1654—1744)[7], ревельский губернатор (1730—1735).
- Отто Вильгельм (1659—1712).
- Фабиан Рейнхольд (? — 1717).
- Густав Иоган.
- Карл Генрих (1666—1741).
- Герман Адольф (? — до 1724), капитан.
- Доротея Кристина, замужем за лейтенантом Гансом Вернфельтом (? — 1711).
- Агнета, с 1688 замужем за Георгом фон Сальтца, с 1705 — за ландратом Эвертом Густавом фон Ульрих.
- Магдалена Элизабет, замужем за Герхардом Иоганном Лёвенвольде.